# Jim Costa
James Manuel Costa dit Jim Costa, né le 13 avril 1952 à Fresno (Californie), est un homme politique américain, élu démocrate de Californie à la Chambre des représentants des États-Unis depuis 2005.

## Biographie
Jim Costa est originaire de Fresno dans le centre de la Californie. Il est diplômé de l'université d'État de Californie à Fresno en 1974.
Il est élu à l'Assemblée de l'État de Californie de 1978 à 1994, puis au Sénat entre 1994 et 2002.
En 2004, il est élu à la Chambre des représentants des États-Unis dans le 20e district de Californie avec 53,4 % des voix face au républicain Roy Ashburn. Il est réélu sans opposant en 2006 puis avec 74,3 % des suffrages en 2008. En 2010, il est reconduit pour un nouveau mandat avec 51,7 % des voix devant le républicain Andy Vidak. Son district devient le 16e district en 2011. Il est réélu avec 57,4 % des suffrages en 2012 et avec 50,7 % en 2014 face au républicain Johnny Tacherra.